# 토양단면

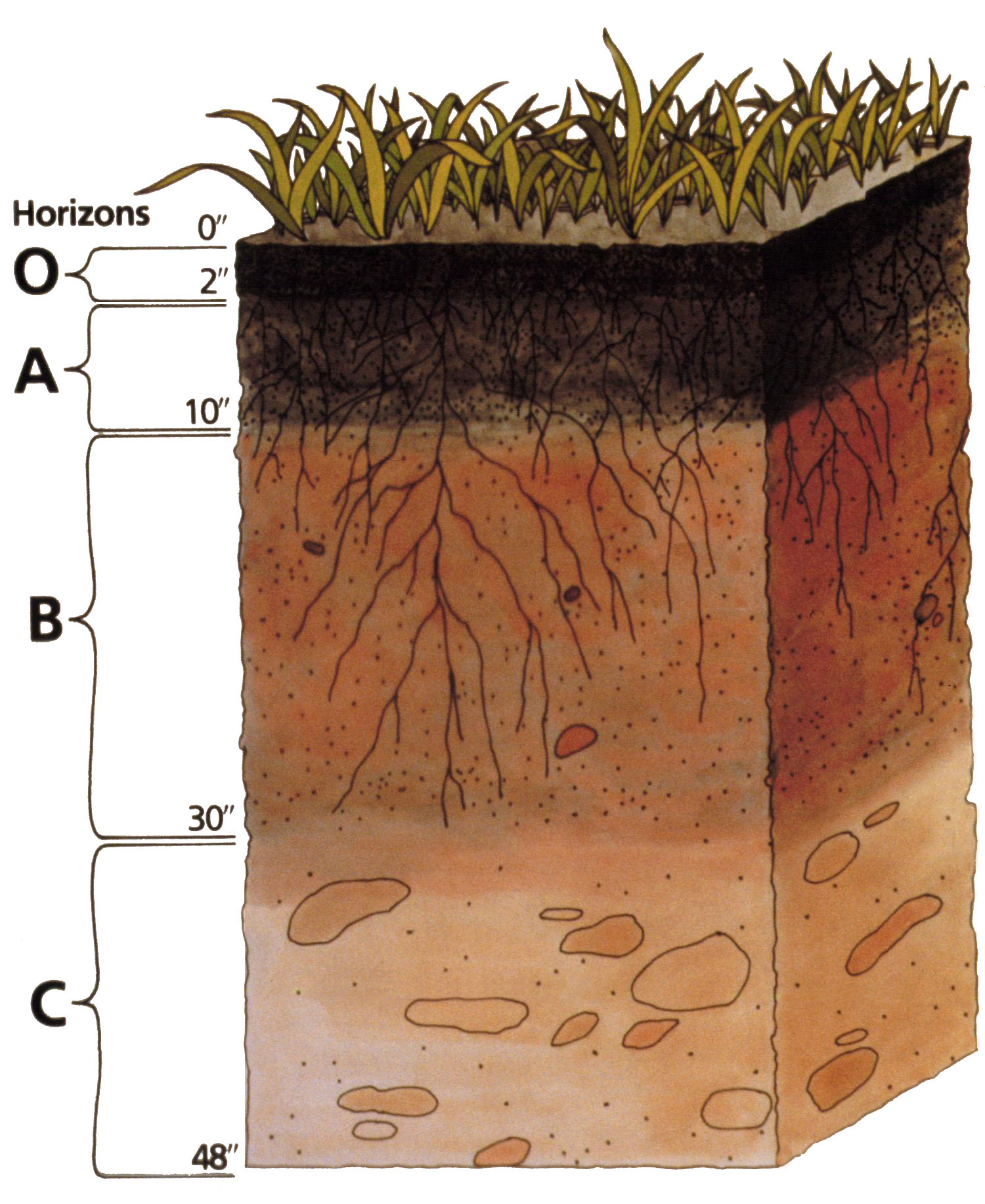

토양단면(土壤層位, Soil profile)은 토양을 지표면에서부터 땅속으로 수직으로 잘랐을 때 나타나는 면을 토양단면이라 한다. 두개 이상의 토양층위들이 모여서 이루어진 것으로 서로 다른 토양이나 바위 등으로 구성된다. 토양단면은 오랜 기간 동안 복잡한 과정을 통해 형성된다. 보통의 토양단면은 위로부터 O, A, B, C 의 4층으로 대별되고, 이 층들은 다시 아라비아 숫자 또는 소문자 기호가 붙어 세분된다.